# Liste der Biografien/Tut
Liste der Biografien |
Portal Biografien |
Personensuche
# |
A |
B |
C |
D |
E |
F |
G |
H |
I |
J |
K |
L |
M |
N |
O |
P |
Q |
R |
S |
T |
U |
V |
W |
X |
Y |
Z |
?
 
Ta |
Tc |
Te |
Tf |
Tg |
Th |
Ti |
Tj |
Tk |
Tl |
Tm |
To |
Tq |
Tr |
Ts |
Tu |
Tv |
Tw |
Tx |
Ty |
Tz
 
Tua |
Tub |
Tuc |
Tud |
Tue |
Tuf |
Tug |
Tuh |
Tui |
Tuj |
Tuk |
Tul |
Tum |
Tun |
Tuo |
Tup |
Tuq |
Tur |
Tus |
Tut |
Tuu |
Tuv |
Tuw |
Tux |
Tuy |
Tuz
Die Liste der Biografien führt alle Personen auf, die in der deutschsprachigen Wikipedia einen Artikel haben. Dieses ist eine Teilliste mit 118 Einträgen von Personen, deren Namen mit den Buchstaben „Tut“ beginnt.

## Tut
- Tut Tún, Luis Alfonso (* 1978), mexikanischer römisch-katholischer Geistlicher, Weihbischof in Antequera
- Tut, Hüsamettin (* 1991), türkischer Fußballspieler
- Tut, Jan (1846–1931), deutscher Zigarrenmacher und letzter Nachtwächter der Stadt Delmenhorst

### Tuta
- Tuta, Äbtissin des Damenstifts Buchau
- Tuta (* 1999), brasilianischer Fußballspieler
- Tuta von Formbach (* 1037), Gründerin des Klosters Suben und als zweite Gemahlin König Bélas I. Königin von Ungarn
- Tutajew, Ilja Pawlowitsch (1897–1918), russischer Rotarmist
- Tutanchamun, ägyptischer Pharao der 18. DynastieTutanchamun

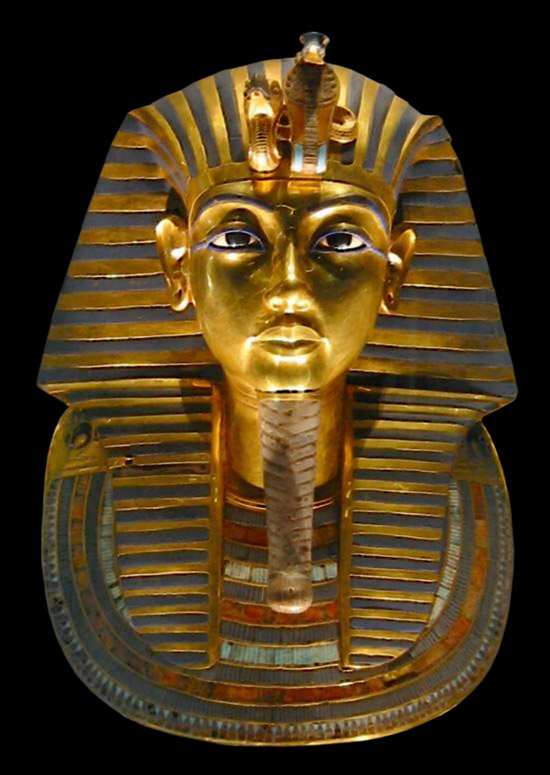
Tutanchamun

- Tutayuq, Validə (1914–1980), aserbaidschanische Botanikerin, die erste aserbaidschanische Doktorin der Biowissenschaften

### Tutb
- Tutberidse, Eteri Georgijewna (* 1974), russische Eiskunstläuferin und Eiskunstlauftrainerin

### Tutc
- Tütchenrode, Curt von, schwarzburgischer Aufständiger im Bauernkrieg
- Tütchenrode, Hans Friedrich von († 1576), letzter Besitzer der Rothenburg

### Tute
- Tüte, Juliana (1897–1979), deutsche Benediktinerin und erste Äbtissin der Abtei Varensell
- Tutein, Pauline Maria (1725–1799), deutsch-dänische Philanthropin
- Tuten, Frederic (* 1936), US-amerikanischer Autor
- Tuten, J. Russell (1911–1968), US-amerikanischer Politiker
- Tuten, Rick (1965–2017), US-amerikanischer American-Football-Spieler
- Tutenberg, Ferdinand (1874–1956), deutscher Landschaftsgärtner
- Tütengil, Cavit Orhan (1921–1979), türkischer Soziologe
- Tüter, Celal, Vorsitzender der Studentenabteilung der Islamischen Gemeinschaft Millî Görüş (IGMG)

### Tuth
- Tuthill, Joseph H. (1811–1877), US-amerikanischer Politiker
- Tuthill, Nicola (* 2003), irische Hammerwerferin
- Tuthill, Selah (1771–1821), US-amerikanischer Politiker

### Tuti
- Tuticanus Capito, römischer Offizier (Kaiserzeit)
- Tutilius Lupercus Pontianus, Lucius, Konsul 135
- Tutilius Lupercus, Lucius, Statthalter 115
- Tutilius Pontianus Gentianus, Lucius, römischer Suffektkonsul 183
- Tutin, Dorothy (1930–2001), britische Schauspielerin
- Tutin, Thomas Gaskell (1908–1987), britischer Botaniker
- Tutinas, Teresa (* 1943), polnische Schlagersängerin
- Tüting, Axel (* 1957), deutscher Kabarettist, Autor, Schauspieler, Pantomime und Verleger
- Tüting, Ludmilla (* 1946), deutsche Journalistin und Globetrotterin
- Tüting, Simon (* 1986), deutscher Fußballspieler

### Tutk
- Tutkowskyj, Pawlo (1858–1930), ukrainischer Geologe, Geograph und Paläontologe
- Tutkus, Valdas (* 1960), litauischer General und Oberbefehlshaber der Streitkräfte

### Tutm
- Tutmarc, Paul (1896–1972), US-amerikanischer Musiker und Erfinder

### Tuto
- Tuto († 930), Bischof von Regensburg, Seliger
- Tuto (* 1979), brasilianischer Fußballspieler

### Tuts
- Tütsch, Hans E. (1918–2003), Schweizer Journalist und Auslandskorrespondent
- Tutsch-Bauer, Edith (* 1952), deutsche Rechtsmedizinerin und Hochschullehrerin
- Tutschapez, Wassyl (* 1967), ukrainischer Geistlicher, Erzbischöflicher Exarch von Charkiw
- Tutschek, Adolf von (1891–1918), bayerischer Offizier, Jagdflieger im Ersten Weltkrieg
- Tutschek, Bradley (* 1980), deutscher Eishockeyspieler
- Tutschek, Ernst (1940–1998), österreichischer Basketballspieler
- Tutschek, Hans-Georg (* 1941), österreichischer Fußballspieler
- Tutschek, Ludwig von (1864–1937), bayerischer Generalleutnant und Kommandeur des Deutschen AlpenkorpsLudwig von Tutschek (1864–1937)

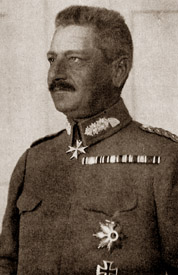
Ludwig von Tutschek (1864–1937)

- Tutschke, Wolfgang (1934–2021), deutscher Mathematiker
- Tutschkewitsch, Wladimir Maximowitsch (1905–1997), russischer Physiker und Hochschullehrer
- Tutschkin, Alexander Arkadjewitsch (* 1964), russisch-belarussischer Handballspieler
- Tutschku, Hans (* 1966), deutscher Komponist und Hochschullehrer
- Tutsek, Alexander (1927–2011), deutscher Unternehmer

### Tutt
- Tutt, Brian (* 1962), kanadischer Eishockeyspieler
- Tutt, Brianne (* 1992), kanadische Eisschnellläuferin
- Tutt, James William (1858–1911), britischer Entomologe
- Tutt, Ronnie (1938–2021), US-amerikanischer Musiker
- Tutt, William Thayer (1912–1989), US-amerikanischer Eishockeyfunktionär
- Tuttas, Karl (1903–1978), deutscher KPD-Funktionär und Widerstandskämpfer
- Tutte, William Thomas (1917–2002), britischer Kryptologe und Mathematiker
- Tüttelmann, Axel (* 1947), deutscher Generalmajor im Ruhestand
- Tüttelmann, Karl (1911–1988), deutscher Maler und Bildhauer
- Tüttenberg, Achim (* 1959), deutscher Politiker (SPD), MdL
- Tüttenberg, Kristin (* 1941), deutsche Juristin, Richterin am Bundessozialgericht
- Tutter, Eugen August (1879–1937), österreichisch-deutscher Journalist
- Tutter, Karl (1883–1969), deutscher Bildhauer, Maler und Porzellanbildner
- Tutter, Kurt Yakov (* 1930), österreichisch-kanadischer Künstler
- Tutter, Werner (1909–1983), deutscher NS-Kriegsverbrecher und Agent der Staatssicherheit der CSSR
- Tutti, Trinity (* 2000), kanadische Leichtathletin
- Tuttiné, Johann Baptist (1838–1889), deutscher Maler
- Tuttino, Alessia (* 1983), italienische Fußballspielerin
- Tuttle, Frank (1892–1963), US-amerikanischer Filmregisseur
- Tuttle, Frank A. (1905–1969), US-amerikanischer Filmausstatter
- Tuttle, Fred (1919–2003), amerikanischer Milchbauer, Schauspieler und Kandidat für den Senat der Vereinigten Staaten für Vermont im Jahre 1998
- Tuttle, Hiram (1882–1956), US-amerikanischer Dressurreiter
- Tuttle, Hiram A. (1837–1911), US-amerikanischer Politiker
- Tuttle, Horace Parnell (1837–1923), US-amerikanischer Astronom
- Tuttle, Julia (1849–1898), amerikanische Geschäftsfrau
- Tuttle, Karen (1920–2010), US-amerikanische Bratschistin und Musikpädagogin
- Tuttle, Lisa (* 1952), US-amerikanische Fantasy, Science Fiction und Horror-SchriftstellerinLisa Tuttle (* 1952)

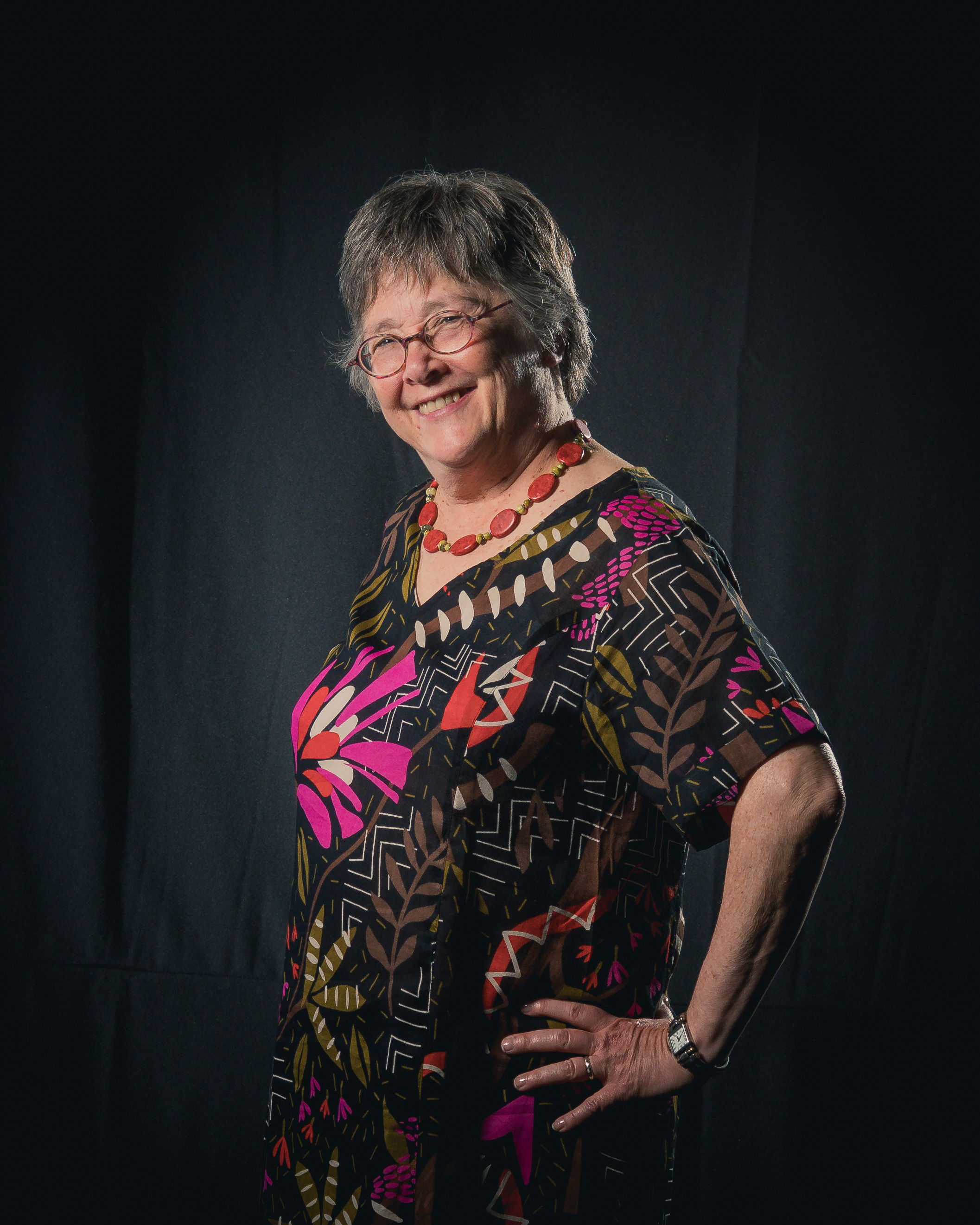
Lisa Tuttle (* 1952)

- Tuttle, Lurene (1907–1986), US-amerikanische Schauspielerin
- Tuttle, Lyle (1931–2019), US-amerikanischer Tätowierer
- Tuttle, Molly (* 1993), amerikanische Bluegrass-Musikerin
- Tuttle, Orville Frank (1916–1983), US-amerikanischer Mineraloge, Geochemiker und Petrograph
- Tuttle, Richard (* 1941), US-amerikanischer Zeichner und Objektkünstler
- Tuttle, Seth (* 1992), US-amerikanischer Basketballspieler
- Tuttle, Shy (* 1995), US-amerikanischer American-Football-Spieler
- Tuttle, Tiana, US-amerikanische Schauspielerin
- Tuttle, Tricia (* 1970), US-amerikanische Festivaldirektorin, Programmer, Dozentin, Autorin und Journalistin
- Tuttle, Wesley (1917–2003), US-amerikanischer Country-Musiker
- Tuttle, William (1882–1930), US-amerikanischer Schwimmer und Wasserballspieler
- Tuttle, William (1912–2007), US-amerikanischer Maskenbildner
- Tuttle, William E. (1870–1923), US-amerikanischer Politiker
- Tuttle, William G. T. junior (1935–2020), US-amerikanischer Offizier, General der US-Army
- Tüttő, Kata (* 1980), ungarische Politikerin der MSZP
- Tutty, Roy (1930–2019), australischer Eisschnellläufer und Segler

### Tutu
- Tutu, Desmond (1931–2021), südafrikanischer Bischof und FriedensnobelpreisträgerDesmond Tutu (1931–2021)

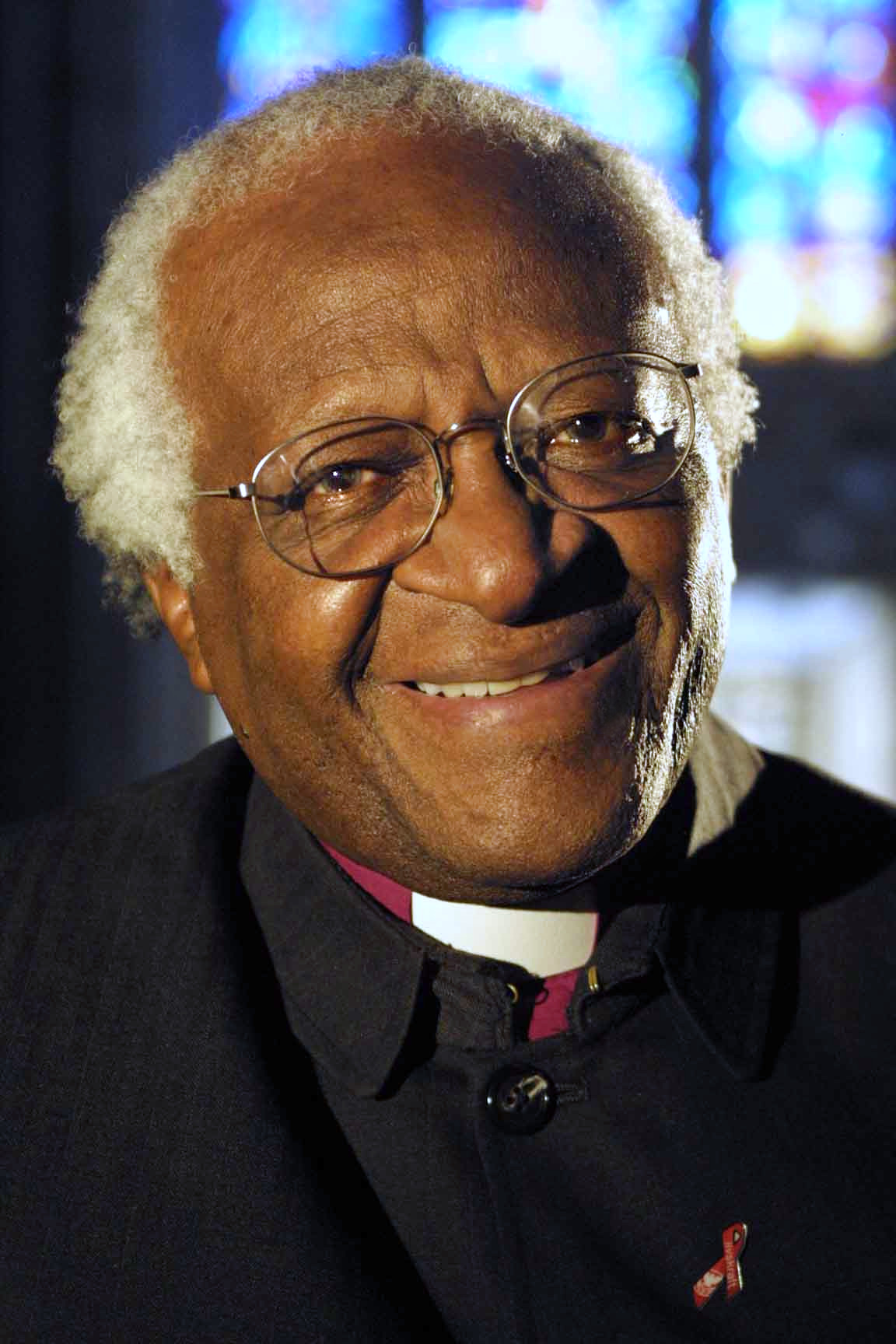
Desmond Tutu (1931–2021)

- Tutu, Osei II. (* 1950), ghanaischer Asantehene (Herrscher) des Königreichs Aschanti
- Tutu, Skelley Adu (* 1979), ghanaischer Fußballspieler
- Tutuia, altägyptischer Goldschmied
- Tutukin, Iwan Wladimirowitsch (* 1986), russischer Triathlet
- Țuțulan-Șotropa, Adina (* 1969), rumänische Biathletin und Skilangläuferin
- Tutulani, Margarita (1925–1943), albanische antifaschistische Widerstandskämpferin
- Tutum, Harun (* 1992), türkischer Fußballspieler
- Tutumlu, Isaac (* 1985), türkisch-spanischer Autorennfahrer
- Tütünci, Ümit (* 1984), türkischer Fußballspieler
- Tütüncü, Ayşe (* 1960), türkische Jazzmusikerin und Komponistin
- Tütüncü, Serkay (* 1991), türkischer Schauspieler
- Tutundjian, Hagop († 2010), libanesischer Basketballspieler
- Tutundjian, Léon (1905–1968), französisch-armenischer Maler, Bildhauer und Grafiker
- Tütüneker, Uğur (* 1963), türkischer FußballspielerUğur Tütüneker (* 1963)

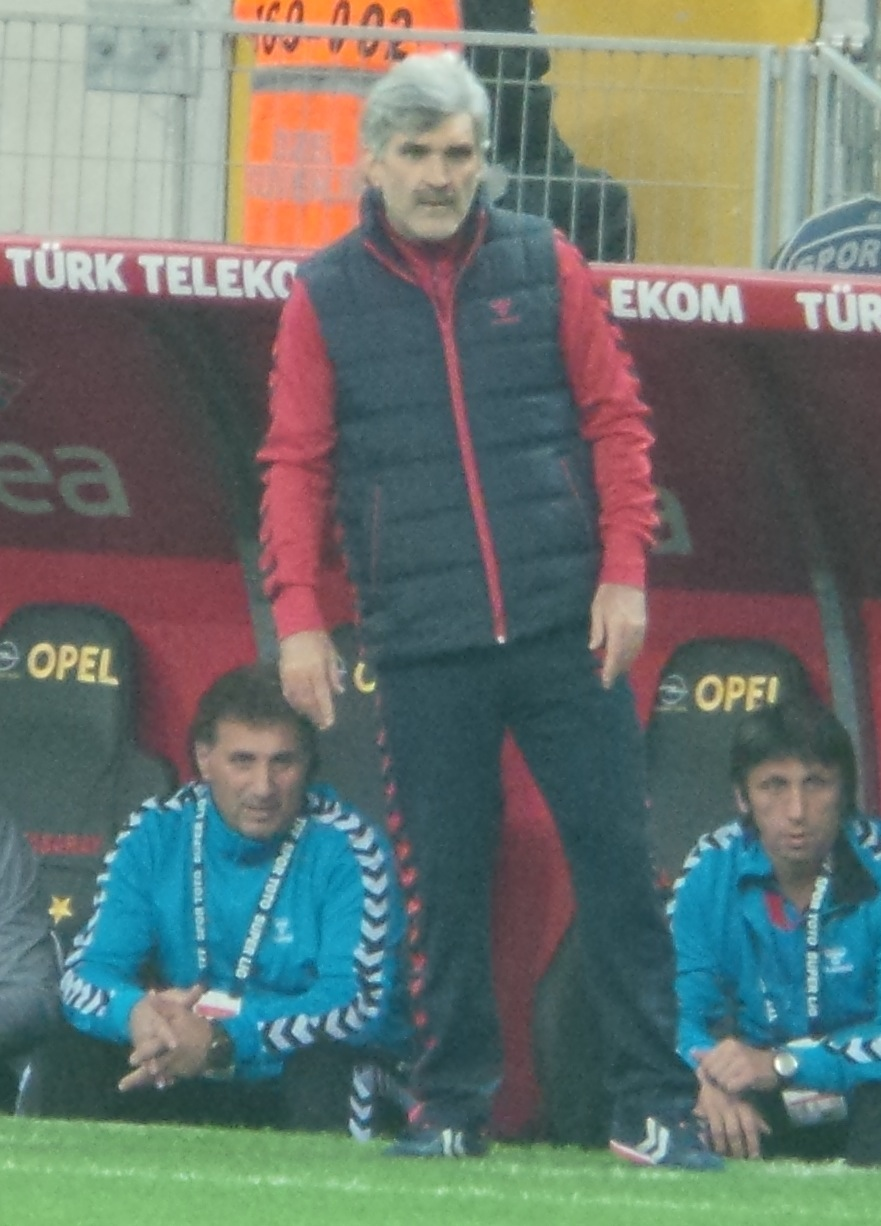
Uğur Tütüneker (* 1963)

- Tutuola, Amos (1920–1997), nigerianischer Schriftsteller
- Tutupoly, Bob (1939–2022), indonesischer Musiker
- Tuturop, Simon, indonesischer Oppositioneller
- Tutusch I. († 1095), seldschukischer Herrscher von Damaskus als Nachfolger von Abaaq al-Chwarizmi
- Tutusch II., seldschukischer Herrscher von Damaskus

### Tuty
- Tutyškinas, Artemijus (* 2003), litauischer Fußballspieler

### Tutz
- Tutz, Gerhard (* 1950), deutscher Mathematiker
- Tutzauer, Franz (1852–1908), deutscher Gewerkschafter und Politiker (SPD), MdR
- Tutzke, Dietrich (1920–1999), deutscher Mediziner und Medizinhistoriker